# Taurorcus
Taurorcus – rodzaj chrząszczy z rodziny kózkowatych. 

## Zasięg występowania
Przedstawiciele tego rodzaju występują w Ameryce Południowej, w płd. Brazylii oraz płn. Argentynie.

## Systematyka
Do Taurorcus zaliczane są 2 gatunki:
- Taurorcus chabrillacii
- Taurorcus mourei